# Iuliu Ciubotaru
Iuliu Ciubotaru (n. 20 iulie 1930, Drăgușeni, comuna Drăgușeni, județul Botoșani - d. 2000, Iași) a fost un istoric român.

## Viața și activitatea
Iuliu Ciubotaru s-a născut la data de 20 iulie 1930 în comuna Drăgușeni din județul Botoșani. A absolvit Facultatea de Istorie din cadrul Universității „Alexandru Ioan Cuza” din Iași în anul 1953. De-a lungul vieții sale a fost cercetător științific principal cu gradul III la Institutului de istorie și arheologie „A.D. Xenopol” din Iași, în cadrul colectivului de Istorie Modernă. Iuliu Ciubotaru a mai fost și membru al Societății de științe istorice. Acesta va rămâne cercetător științific la Institutul de istorie și arheologie „A.D. Xenopol” până în anul 1990 când se pensionează punând capăt activității sale profesionale, iar în anul 2000, la Iași, Iuliu Ciubotaru s-a stins din viață.
În ceea ce privește activitatea sa profesională, Iuliu Ciobotaru s-a specializat pe istoria modernă a României. Mai exact, acesta s-a interesat de istoria agrară a Moldovei axându-se pe aspectele juridice ale relațiilor agrare și pe istoria instituțională a Principatului Moldovei.

## Opera
Lucrări:
- Precizări în legătură cu documentul din 10 martie 1828 privitor la relațiile dintre țărani și proprietari în Moldova, în Studii și Cercetări Științifice Iași, IX, nr. 1-2, 1958, pp. 132-142.
- Un proiect moldovenesc de reorganizare a statului după Eterie, în Studii și Cercetări Științifice Iași, XII, nr. 2, 1961, pp. 251-258.
- Așezăminte agrare moldovenești (1766-1832), în Anuarul Institutului de Istorie și Arheologie-Iași, V, 1968, pp. 87-120.